# Stahl Holdings
Stahl Holdings ist ein Unternehmen der chemischen Industrie mit Sitz in Waalwijk in den Niederlanden. Das Unternehmen produziert Spezialchemikalien für die Verarbeitung von Leder. Dazu zählen Stoffe zur Reinigung von Rohhäuten und dem Gerben der Häute.
Das Unternehmen wurde 1930 von Harry Stahl in Peabody im US-Bundesstaat Massachusetts gegründet. Im Jahr 1990 wurde der Hauptsitz des Unternehmens von den Vereinigten Staaten in die Niederlande verlegt. Im Jahr 2014 erfolgte die Übernahme des Geschäfts mit Leder-Chemikalien von Clariant, 2017 wurde der entsprechende Geschäftszweig der BASF übernommen.
Mit 67,5 % aller Unternehmensanteile befindet sich die Mehrheit von Stahl Holdings im Besitz der französischen Beteiligungsgesellschaft Wendel. Mit der Stahl Chemicals Germany GmbH wird ein deutscher Produktionsstandort in Leinfelden-Echterdingen unterhalten.